# 11727 Світ
11727 Світ (11727 Sweet) — астероїд головного поясу, відкритий 1 травня 1998 року.
Тіссеранів параметр щодо Юпітера — 3,536.